# ليتل ماك سيمونز
ليتل ماك سيمونز (بالإنجليزية: Little Mack Simmons)‏ هو مغن مؤلف ومغني وموسيقي أمريكي، ولد في 25 يناير 1933 في Twist, Arkansas ‏ في الولايات المتحدة، وتوفي في 24 أكتوبر 2000 في شيكاغو في الولايات المتحدة بسبب سرطان القولون.